# Chocolate Hills

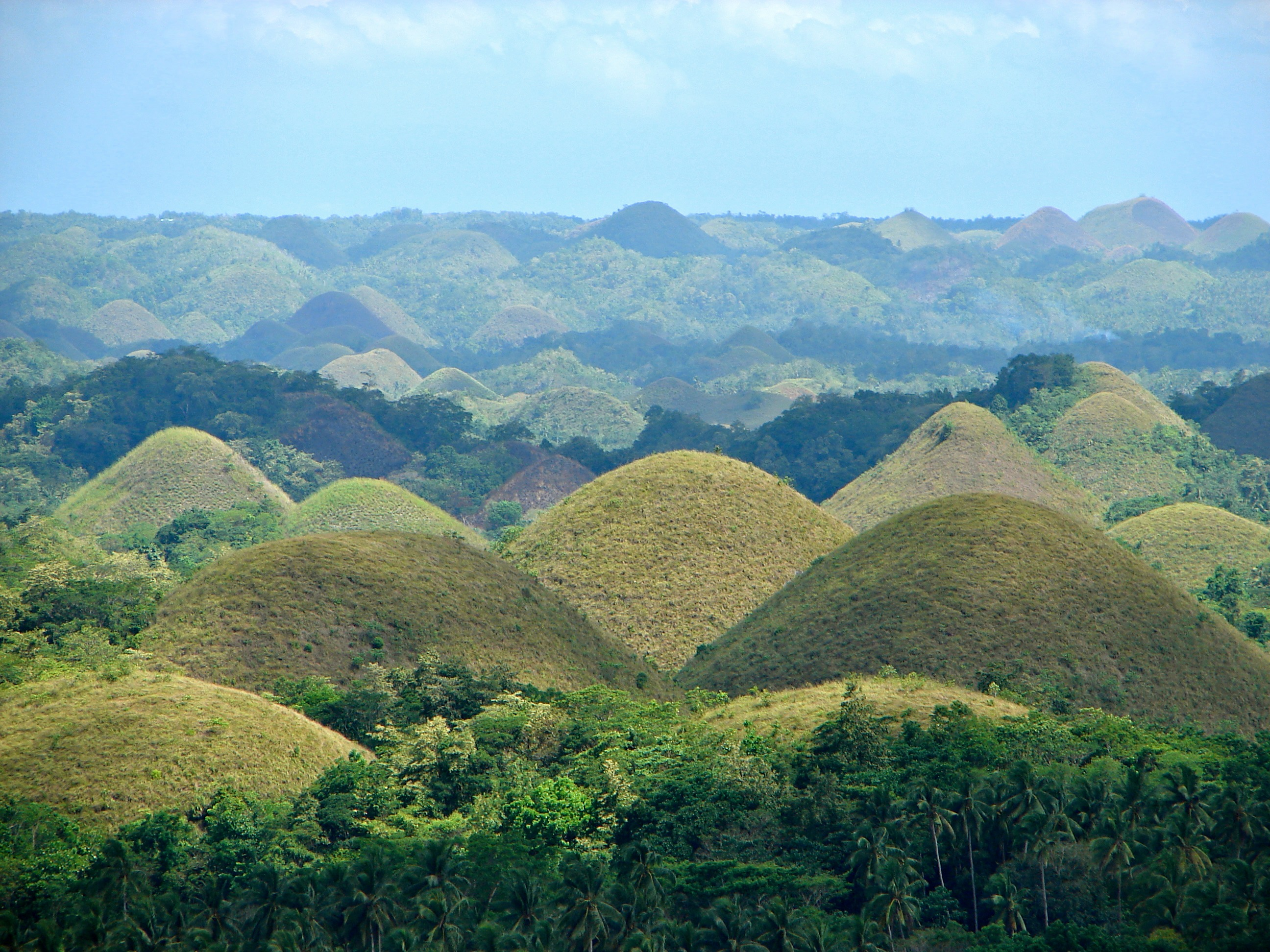
Die Chocolate Hills sind die bedeutendste Sehenswürdigkeit der Insel Bohol

Die Chocolate Hills  (deutsch „Schokoladenhügel“) sind eine ungewöhnliche geologische Formation, die zu den bedeutendsten Sehenswürdigkeiten der philippinischen Insel Bohol zählt. Insgesamt gehören zu der Formation 1268 nahezu perfekt halbkugel- oder kegelförmig gestaltete Hügel von etwa gleicher Höhe und Abmessung, die sich über ein Gebiet von mehr als 50 km² verteilen. Sie alle sind lediglich mit grünem Gras bewachsen, das sich während der Trockenperiode braun verfärbt und den Hügeln ihren Namen verleiht.
Als die bekannteste Touristenattraktion von Bohol sind die Chocolate Hills sowohl auf der Flagge als auch auf dem Siegel der Inselprovinz abgebildet und stehen allgemein für die natürlichen Sehenswürdigkeiten, die Bohol zu bieten hat. Sie finden sich einerseits in der offiziellen Liste der Touristenziele der Philippinen, die Philippine Tourism Authority’s List, und wurden zudem zum dritten National Geological Monument (dt.: nationales geologisches Denkmal) des Landes ernannt. Darüber hinaus sind sie zur Aufnahme in die Liste des UNESCO-Welterbes vorgeschlagen.

## Beschreibung

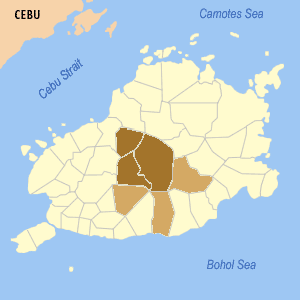
Ortsdarstellung der Chocolate Hills. Dunkelbraun erscheinen die Gemeinden mit der größte Konzentration der Hügel: Sagbayan, Batuan und Carmen. Die hellbraunen Gebiete besitzen eine geringere Ansammlung an Hügeln in Bilar, Sierra Bullones und Valencia.

Allgemein betrachtet sind die Chocolate Hills ein unebenes Terrain von grasbewachsenen Hügelkuppen, die sich durch ein einheitlich kegel- oder kuppelförmiges und zumeist symmetrisches Aussehen auszeichnen. Insgesamt wird ihre Anzahl mit mindestens 1268 angegeben, wobei man von insgesamt bis zu 1776 einzelnen Hügeln aus grasüberdecktem Kalkstein ausgeht. Die Erhebungen variieren in ihren Höhen zwischen 30 und 50 m, wobei die größte Kuppe eine Höhe von etwa 120 m erreicht. Obwohl sie wie Maulwurfshügel über die zentrale Ebene der Insel verstreut sind, häufen sie sich in den Gebieten der Gemeinden Sagbayan und Batuan wobei die größte Anhäufung jedoch nahe der Ortschaft Carmen auftritt.
Während der Trockenperiode, wenn die Niederschlagsmenge für die Vegetation nicht ausreichend ist, trocknen die grasbedeckten Hügel aus, wechseln ihre Farbe und nehmen einen schokoladenbraunen Ton an. Da sie in diesen Trockenperioden an überdimensionale Schokoküsse erinnern, gab man ihnen den Namen Chocolate Hills.
Eine besonders treffende Beschreibung dieser Sehenswürdigkeit liefert der Fotograf Salvador Andre:
„Die meisten Menschen, die zum ersten Mal die Bilder diese Landschaft sehen, können nur schwer begreifen, dass diese Hügel nicht von Menschenhand geschaffen wurden. Dennoch gibt man diesen Gedanken schnell auf, angesichts des (hierfür notwendigen) Arbeitsaufwandes, der mit Sicherheit die Errichtung der Pyramiden hätte übertreffen müssen.“
Und weiter:
„Es gibt in der ganzen Welt keine Naturformation wie diese. Aus der Ferne sehen sie wie halbe Bälle aus, die aus dem Boden gewachsen zu sein scheinen. Die wie Maulwurfshügel geformten und nahezu einheitlich ausgebildeten Hügel versehen die gesamte Landschaft mit grünen und braunen Punkten.“

### Topographie und Vegetation
Das Gebiet um die Chocolate Hills herum zeichnet sich durch eine relativ flache bis unebene Topologie aus, die von verschiedenen Anhebungen geprägt ist, welche nicht weiter als 100 bis 500 m über den Meeresspiegel hinausragen. Insgesamt wird die Landschaft des Inlandes von einer Reihe hoher karstartiger Hügel dominiert, die sich bei der Ortschaft Carmen von der Natur überwiegend einheitlich geformt präsentieren.
Die Vegetation der Chocolate Hills wird von widerstandsfähigen Gräsern, wie Imperata cylindrica oder auch Saccharum spontaneum, einer Zuckerrohrart, bestimmt. Ferner wachsen auf ihnen verschiedene Korbblütlerarten und Farne, wobei heutzutage die natürliche Vegetation der Hügel durch Steinbrucharbeiten gefährdet ist. Zwischen den Hügeln ist das Flachland mit Reis und anderen Feldfrüchten kultiviert.

### Ursprung

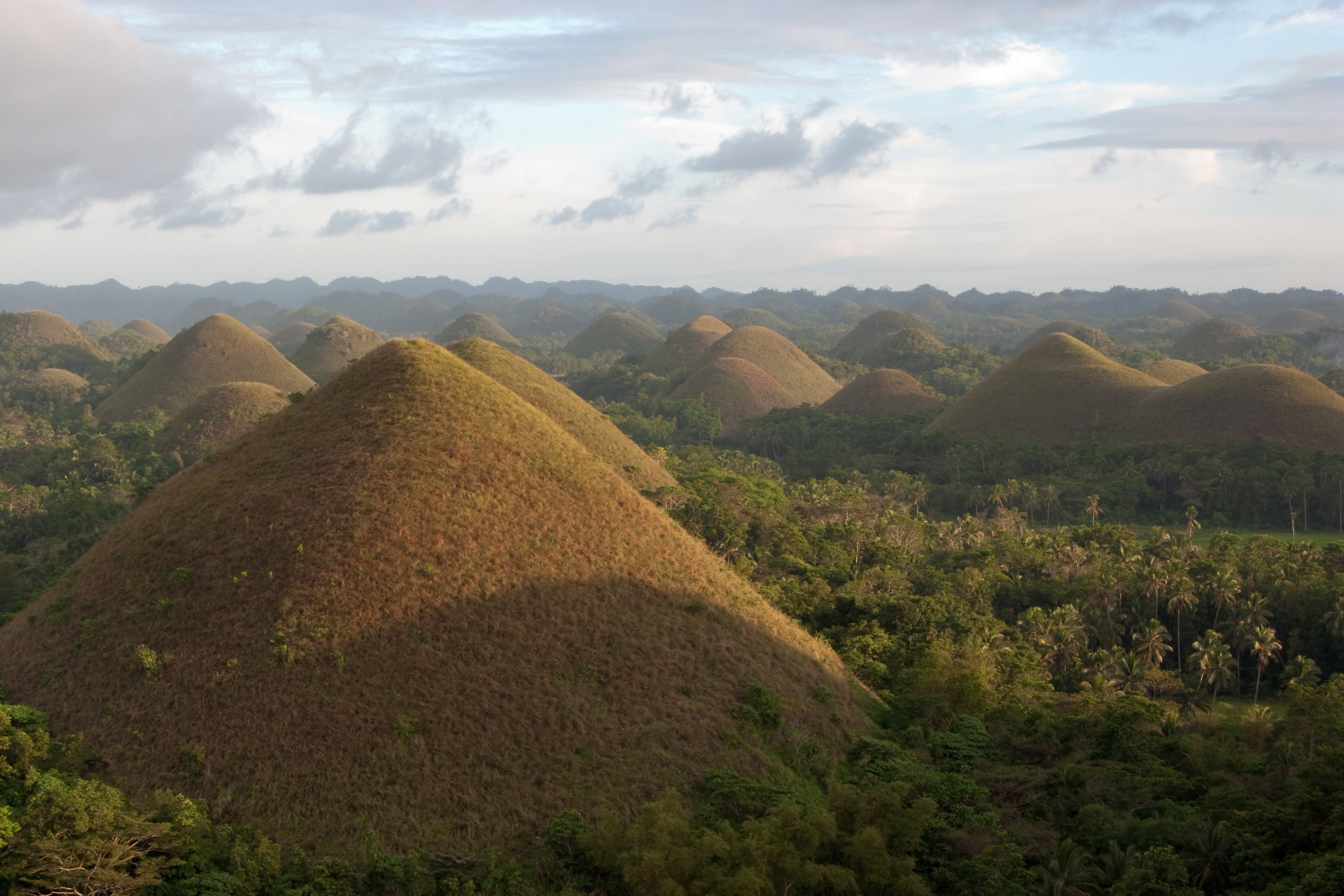
Die Chocolate Hills bei Carmen

Geologen debattieren bereits seit langem über die Entstehung der Hügel, wobei verschiedene Vermutungen über den Ursprung der Chocolate Hills geäußert wurden. Daher gibt es eine Vielzahl von Hypothesen, die die Entstehung der Hügel zu erklären versuchen. Die einfachsten Erklärungsansätze stützen sich auf Verwitterung des Kalksteins, unterseeischer Vulkanismus und geologische Hebung des Seebodens. Eine jüngere Theorie geht davon aus, dass ein vor Urzeiten aktiver Vulkan bei seinem Ausbruch riesige Steinblöcke ausspie, die dann mit Kalkstein überdeckt wurden und sich später aus dem Ozeanbett erhoben haben. Einige Argumentationen ergänzen ihre Erklärung zum Ursprung der Hügel ebenso mit dem Einfluss der Gezeitenbewegungen.
Eine weitere Theorie geht davon aus, dass die Hügel ihren Ursprung in urzeitlichen Korallenriffen aus Kalkstein hatten, die schließlich über Tausende von Jahren durch Erosion von sowohl Wasser als auch Wind geformt wurden. Geologen glauben zudem, dass die spezifische Form der Hügel auf den Wettereinfluss über Millionen von Jahren zurückzuführen ist. Dabei waren die oberen Schichten der Kalksteinformationen abgebrochen, ehe Erosionsprozesse folgten und die heute sichtbaren kegelförmigen Hügel schufen.
Die Bronzetafel, die auf der Aussichtsplattform in Carmen angebracht wurde, lehnt sich an die Theorie an, nach der es sich um erodierte Formationen handelt, die aus einer Art von Meereskalkstein bestehen und auf ausgehärteten Tonschichten aufsitzen.

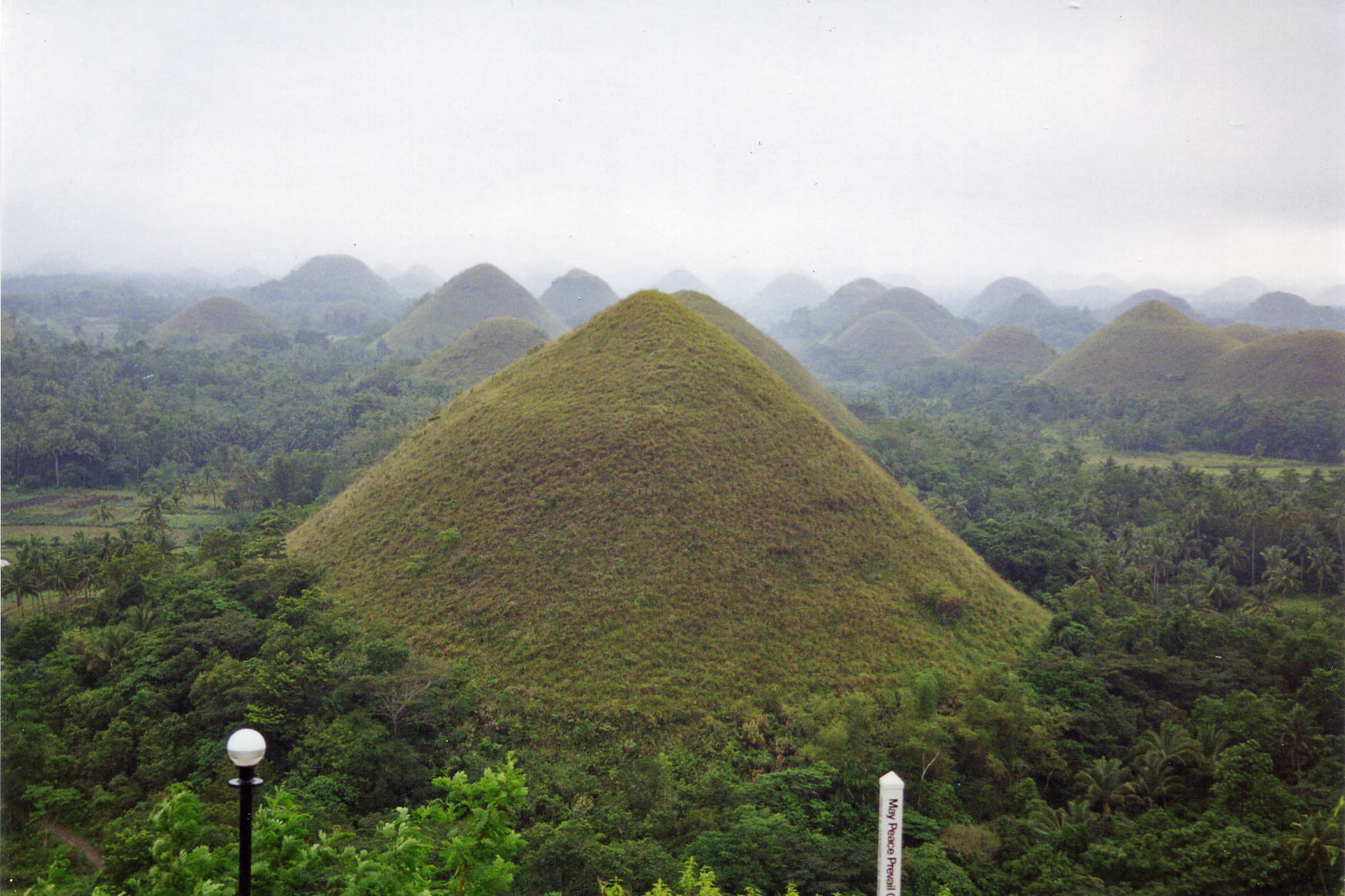
Die Chocolate Hills sind ein Natural Geological Monument der Philippinen.

Auf der Tafel ist zu lesen:
The unique land form known as the Chocolate Hills of Bohol was formed ages ago by the uplift of coral deposits and the action of rain water and erosion.
(dt: „Die einzigartige Landschaftsformation, die als Chocolate Hills von Bohol bekannt ist, entstand vor Urzeiten durch die Erhebung von Korallenablagerungen und dem Einfluss von Regenwasser und Erosion.“)
Weiterhin heißt es:
The grassy hills were once coral reefs that erupted from the sea in a massive geologic shift. Wind and water put on the finishing touches over hundreds of thousands of years.
(dt.: „Die grasbewachsenen Hügel waren einmal Korallenriffe, die sich durch eine gewaltige geologische Verschiebung aus dem Meer erhoben haben. Wind und Wasser gaben ihnen über hunderttausende von Jahren den letzten Schliff.“)
Die kegelförmigen Karsthügel, welche die Chocolate Hills darstellen, weisen Ähnlichkeiten mit geomorphologischen Erscheinungen (Hum) in den Kalksteinregionen in Slowenien und Kroatien auf, wobei sie jedoch im Gegensatz zu diesen keine größeren Höhlen besitzen.
Die Karsttheorie spricht allgemein davon, dass durch „Veränderungen der Meeresspiegel angehoben wurde und sich zusammen mit terrestrischer Erosion unter Einwirkung der Luft aus einem biogenen Riffgebiet hügelige Landschaftsformationen gebildet werden, die oftmals mit Senkgruben und kleinen Höhlen durchsetzt sind.“ Die Chocolate Hills wären demnach ein Beispiel für eine derartige Karsttopologie.
Eine recht ähnliche, weitgehend unbekannte und viel kleinere Region existiert im Übrigen in San Carlos City, auf der Insel Negros, und der Osmeña Peak auf der Insel Cebu. Daneben findet sich eine ähnliche Sedimentformation im Purnululu-Nationalpark in Western Australia, die den Namen Bungle-Bungle-Massiv trägt.

## Legenden
Insgesamt erzählen vier Legenden von der Entstehung dieser Sehenswürdigkeit:
1. Die erste handelt vom Kampf zweier Riesen, die sich tagelang mit Steinen und Sand bewarfen, bevor sie müde und erschöpft Freundschaft schlossen und die Insel verließen. Das Schlachtfeld, das sie unaufgeräumt hinterließen, ist heute als das Gebiet der Chocolate Hills zu bewundern.[14][9]
2. Die zweite ist dagegen weitaus romantischer. Arogo, ein junger und kräftiger Riese, verliebte sich einst in Aloya, eine ganz gewöhnliche Sterbliche und Tochter eines Eingeborenenhäuptlings. Als sie starb, brach ihm das Herz und Arogo weinte bitterlich. Seine Tränen wurden dabei zu Hügeln, die als die heute sichtbaren Chocolate Hills noch immer von seiner tiefen Trauer zeugen.[17]
3. Die dritte erzählt von einem Dorf, welches von einem riesigen Carabao geplagt wurde, der all die Pflanzen auf den Feldern dieser Ortschaft fraß. Zum Schluss, als er genug hatte, trugen die Dorfbewohner all ihr verdorbenes Essen zusammen und legten es dem Carabao in den Weg, so dass er es nicht übersehen konnte. Nachdem er auch diese Nahrung gegessen hatte, konnte sein Magen das schlechte Essen nicht verarbeiten, so dass er auf seinem weiteren Weg einen Haufen nach dem anderen ausschied, bis sein Magen wieder leer war. Die Ausscheidungen trockneten und formten so die heutigen Chocolate Hills.
4. Die letzte Legende redet von einem Riesen namens Dano, der alles aß, was ihm auf seinem Weg begegnete. Eines Tages kam er in eine Ebene. Hier sah er eine wunderschöne junge Frau mit dem Namen Eng. Um ihre Aufmerksamkeit zu erreichen, beschloss er, Gewicht zu verlieren und so schied er alles aus, was er gegessen hatte. Schließlich bedeckten seine Ausscheidungen das gesamte Land und es gelang ihm am Ende, die Aufmerksamkeit seiner Angebeteten zu erlangen.

## Touristische Entwicklung

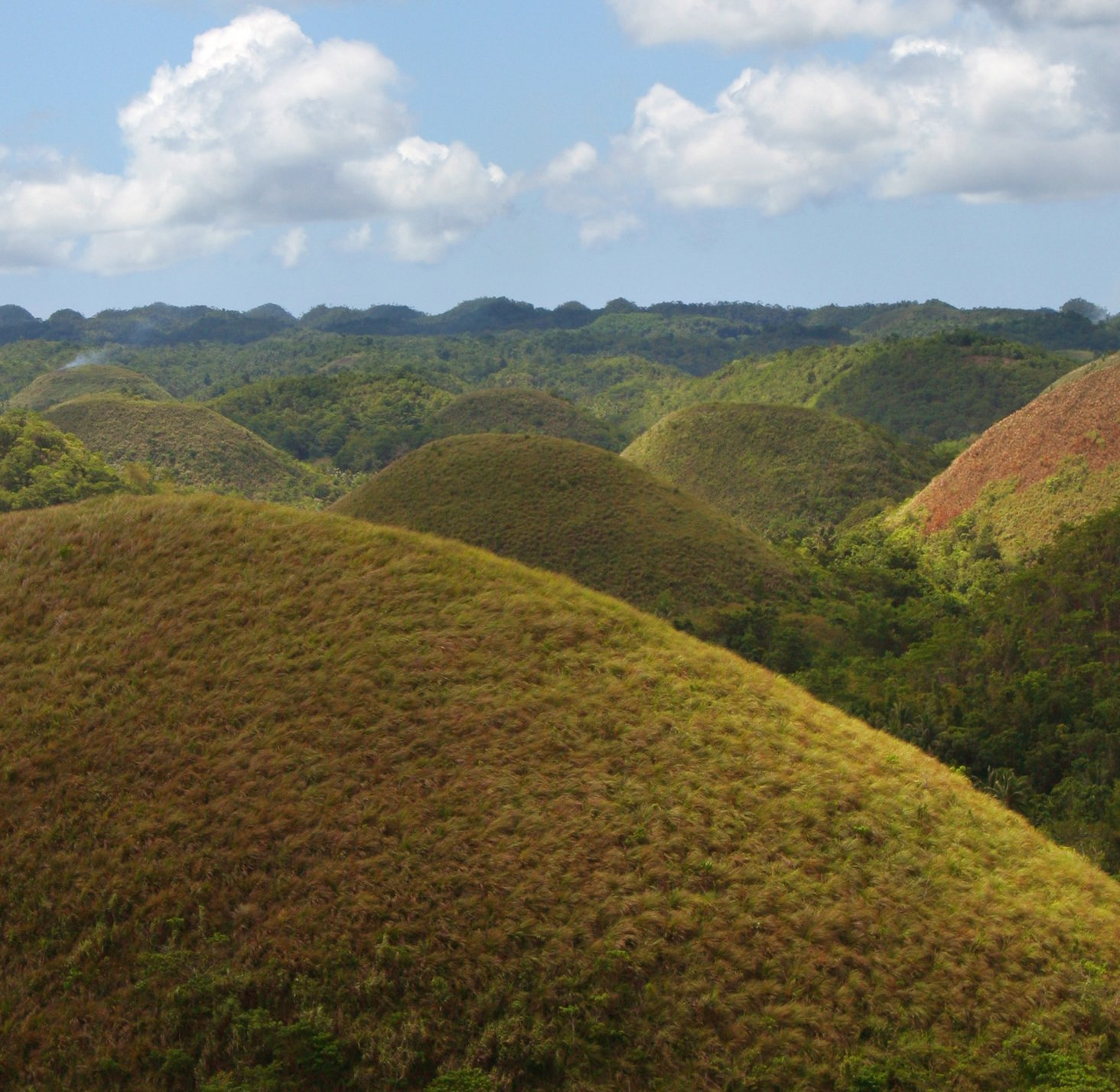
Bild der Chocolate Hills

Bereits lange vor den Sandstränden der Insel Panglao waren die Chocolate Hills als ein
Haupttourismusziel von Bohol wie auch der gesamten Philippinen bekannt. Aus diesem Grunde wurden die Chocolate Hills von der philippinischen Regierung zum „flagship tourist destinations“ (Flaggschiff der touristischen Ziele) auserkoren.
Von den 1268 Hügeln wurden zwei zu einem Tourismusressort ausgebaut. Das erste befindet sich in der Gemeinde Carmen und gehört dem Barangay Buenos Aires nur wenige Minuten vom Dorfzentrum entfernt an. Das jüngere der beiden nennt sich Sagbayan Peak und ist ein Teil der Ortschaft Sagbayan.
Die Aussichtsstation in Carmen, etwa 55 km von Tagbilaran City und ca. 5 km vom Ortskern von Carmen entfernt, ist als Regierungseigentum ausgewiesen und beherbergt eine bewirtschaftete Anlage mit der Bezeichnung Chocolate Hills Complex.
Der Chocolate Hills Complex verfügt über ein Restaurant, eine Herberge mit Swimmingpool und eine Aussichtsplattform, die in einer Höhe von 210 m einen Blick auf das mit Hügeln bedeckte umgebene Areal erlaubt. Insgesamt führen 214 Stufen auf die Aussichtsfläche, die selbst auf einem der kegelförmigen Hügel erbaut wurde und einen 360° Panoramaausblick über die Umgebung zulässt. Der gesamte Chocolate Hills Complex wurde in insgesamt zwei der Hügel eingebettet.
Die zweite Möglichkeit einen Blick auf die Chocolate Hills zu werfen bietet sich auf dem Sagbayan Peak, einem bergigen Ressort in der Ortschaft Sagbayan etwa 75 km nordwestlich von Tagbilaran City und 18 km von Carmen entfernt. Hier erlaubt eine Plattform auf einem erhöhten Höhenrücken eine ungehinderte Aussicht auf die Chocolate Hills. Bei klarem Wetter kann man von hier aus sogar über das Meer bis nach Cebu City sehen.

## Schutzmaßnahmen
Das Nationale Komitee für Geologie erklärte die Chocolate Hills von Bohol am 18. Juni 1988 zu einem National Geological Monument und würdigte so die spezielle Charakteristik, die wissenschaftliche Bedeutung, die Einzigartigkeit und den hohen wissenschaftlichen Wert der Landschaftsformation. Als solches sind die Chocolate Hills zudem als ein Landschaftsschutzgebiet des Landes ausgewiesen. Mit der Proklamation Nr. 1037, unterzeichnet von Präsident Fidel Ramos am 1. Juli 1997, wurden die Hügel und das sie umgebende Gebiet in den Gemeinden Carmen, Batuan and Sagbayan, Bilar, Valencia und Sierra Bullones zu einem Nationaldenkmal erklärt, das es als Naturschönheit zu schützen und zu erhalten gilt. Damit fallen sie unter das National Integrated Protected Areas System (NIPAS) (Ordnung für national eingebundene Schutzgebiete). Auf dem Gebiet des Nationalparks Rajah Sikatuna Protected Landscape ist der ursprüngliche Bewuchs auf den Kalksteinkegel erhalten geblieben.
Am 16. Mai 2006 reichte das Department of Environment and Natural Resources (DENR) (Ministerium für Umwelt und Naturressourcen) die Chocolate Hills bei der UNESCO für die Aufnahme in die Liste der Weltnaturerben ein. Aufgrund ihres außergewöhnlichen universellen Wertes würden sie unter das siebte Kriterium fallen, welches „überragende Naturerscheinungen oder Gebiete von außergewöhnlicher Naturschönheit und ästhetischer Bedeutung“ für würdig befindet.
In diesem Zuge wurden alle Bergbauaktivitäten und des Steinbrucharbeiten innerhalb der drei Ortschaften Sagbayan, Batuan und Carmen durch den Provinzgouverneur von Bohol untersagt, um auf diese Weise den Schutz des Gebietes nachhaltig gewährleisten zu können.

## Bildgalerie

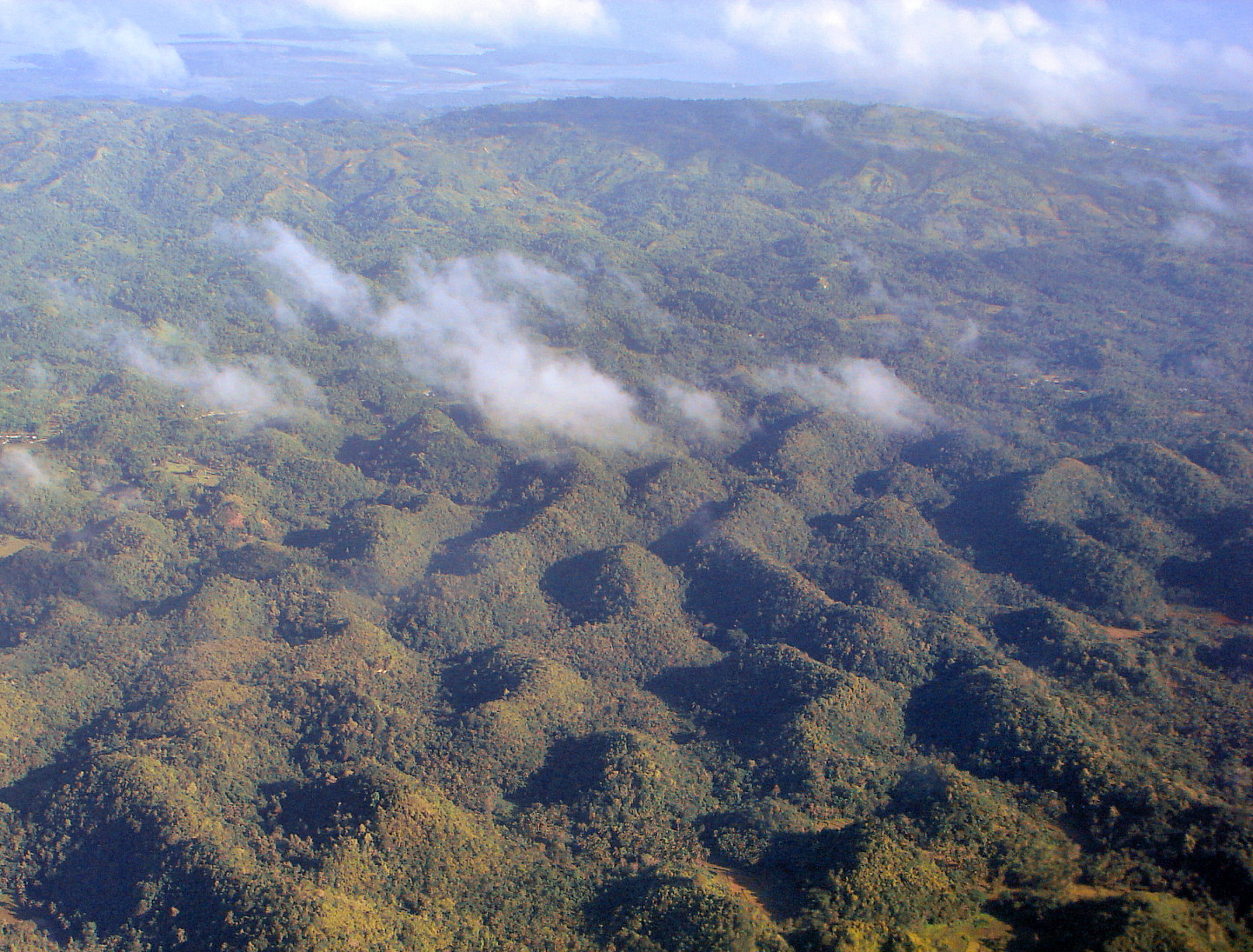
Luftbild der Chocolate Hills-Formation
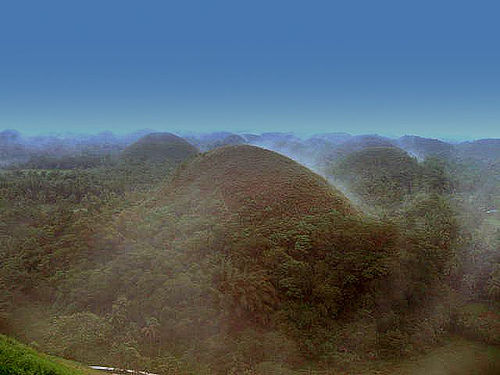
Die in Nebel getauchten Hügel